# Jonas Tauginas
 Jonas Tauginas (* 15. Juni 1946 in Ožaičiai, Rajongemeinde  Radviliškis; † 9. Juni 1999 in Vadaktai bei Radviliškis) war ein litauischer Forstwirt und Politiker, stellv. Forstwirtschaftsminister Litauens.

## Leben
Nach dem Abitur 1964 an der Mittelschule Sidabravas absolvierte Jonas Tauginas 1971 das Diplomstudium an der Fakultät für Waldwirtschaft an der Lietuvos žemės ūkio akademija und wurde Forstingenieur in Sowjetlitauen. Von 1967 bis 1968 arbeitete er am Forstwirtschaftsministerium Litauens. Von 1969 bis 1973 war er Revierförster von Arvydai.
Am 22. Oktober 1992 ernannte Premierminister Aleksandras Abišala ihn zum Vizeminister im Forstwirtschaftsministerium. 1993 entlastete ihn Premierminister Adolfas Šleževičius.
1985 promovierte er am Severzov-Institut für Ökologie in Moskau zum Kandidaten der Wissenschaften.  Von 1974 bis 1989 arbeitete er am Forschungsinstitut der Zoologie und Parasitologie der Litauischen Akademie der Wissenschaften. Von 1989 bis 1991 lehrte er an der Lietuvos vadybos akademija.